# Rhodobryum beyrichianum
Rhodobryum beyrichianum är en bladmossart som beskrevs av C. Müller in Hampe 1875. Rhodobryum beyrichianum ingår i släktet rosmossor, och familjen Bryaceae. Inga underarter finns listade i Catalogue of Life.